# Smeltevandsflod
En smeltevandsflod er en flod, som bruger vand fra smeltende gletsjere eller store snesamlinger. Der er store forskelle i vandføringen i løbet af året, grundet hastigheden af isens smeltning. 
| Geografi/geologi | Spire Denne artikel om geografi er en spire som bør udbygges. Du er velkommen til at hjælpe Wikipedia ved at udvide den. |